# Svenja Hahn

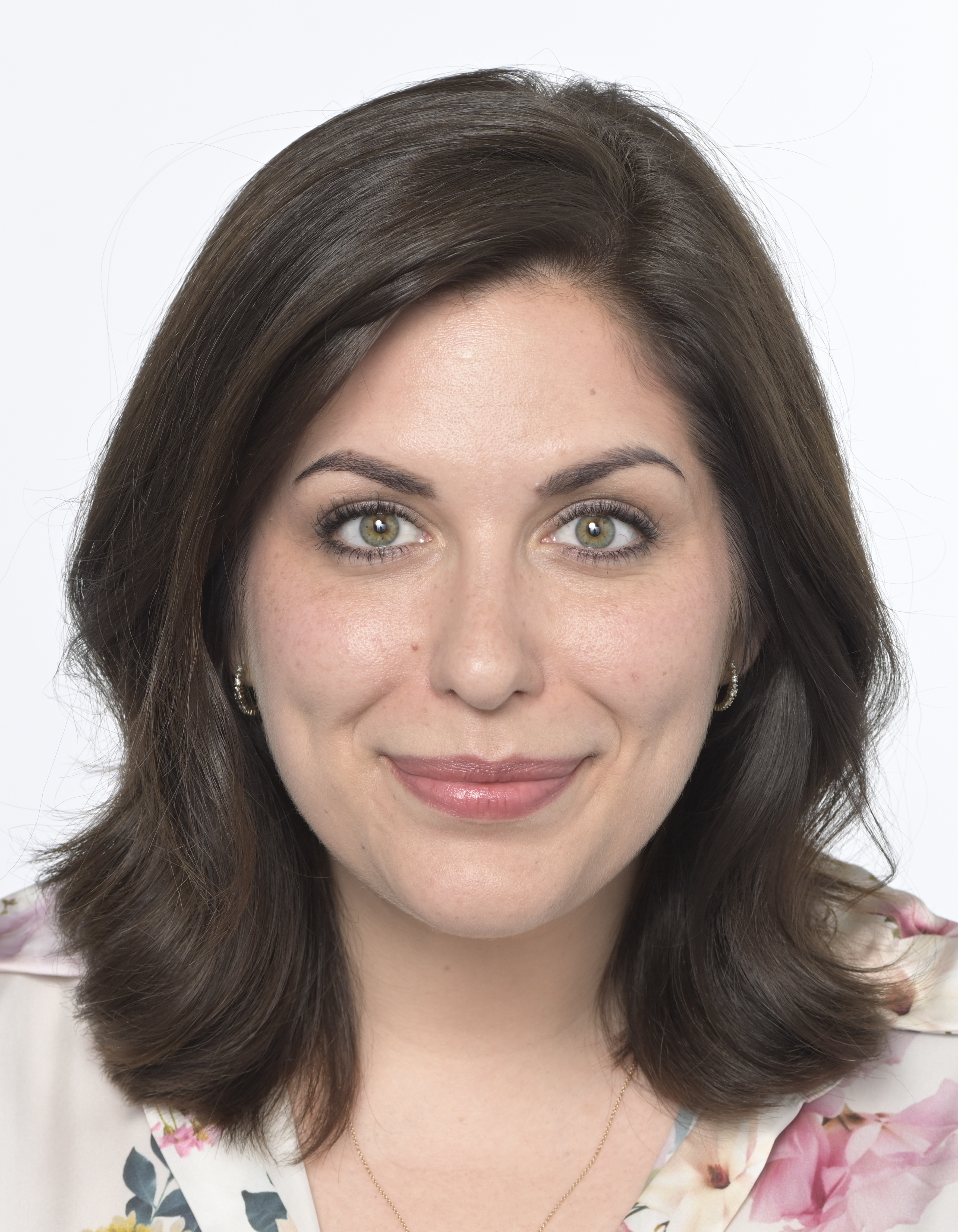
Svenja Hahn (2024)

Svenja Ilona Hahn (* 25. Juli 1989 in Hamburg) ist eine deutsche Politikerin (FDP). Seit 2019 ist sie Mitglied des Europäischen Parlaments. Seit dem 6. Oktober 2024 ist sie Präsidentin der Allianz der Liberalen und Demokraten für Europa (ALDE), des gesamteuropäischen Dachverbandes der liberalen Parteien.

## Leben
Svenja Hahn wuchs in Schleswig-Holstein auf. Sie studierte Geschichts- und Kulturwissenschaften an der Justus-Liebig-Universität Gießen und Medienwissenschaft an der Humboldt-Universität zu Berlin. Hahn lebt zurzeit in ihrer Geburtsstadt Hamburg und arbeitete von 2015 an bis zu ihrer Wahl ins EU-Parlament 2019 bei der edding AG.

## Politische Laufbahn
Hahn ist seit 2010 Mitglied der FDP. Seit 2016 gehört sie dem Landesvorstand der FDP Hamburg als Beisitzerin an. Von 2016 bis 2018 war sie Vizepräsidentin, von 2018 bis 2020 Präsidentin von LYMEC, dem europäischen Dachverband der liberalen Jugendverbände Europas. 
Hahn wurde von den Jungen Liberalen und ihrem FDP-Landesverband als Spitzenkandidatin zur Europawahl 2019 nominiert. Beim FDP-Europaparteitag 2019 setzte sie sich in einer Kampfabstimmung um Listenplatz zwei mit 73 zu 21 Prozent gegen die amtierende Europaabgeordnete Nadja Hirsch durch. Von der WirtschaftsWoche wurde sie im EU-Wahlkampf 2019 als „das neue Europa-Gesicht der FDP“ wahrgenommen und bezeichnet sich selbst als „nicht von der nationalen Perspektive geprägt“. Bei der Wahl wurde sie schließlich ins Europaparlament gewählt.
Im Europäischen Parlament ist sie für die Fraktion Renew Europe Mitglied im Ausschuss für Binnenmarkt und Verbraucherschutz, im Ausschuss für internationalen Handel sowie Koordinatorin im Sonderausschuss für Künstliche Intelligenz im Digitalen Zeitalter.
Zwischen 2020 und 2022 war sie erste Vizepräsidentin des European Liberal Forum, der Europäischen liberalen politischen Stiftung. Im Juni 2022 wurde Hahn zur Vizepräsidentin der ALDE-Partei gewählt. Seit 2022 ist Hahn außerdem Bundesvorsitzende des FDP-Fachausschusses für Internationale Politik.
Für die Europawahl 2024 wurde Hahn einstimmig zur Spitzenkandidatin der FDP Hamburg für die Bundesliste der FDP gewählt. Sie kandidierte auf Platz 2 der FDP-Liste zur Europawahl, direkt hinter Marie-Agnes Strack-Zimmermann. Sie wurde erneut ins Europäische Parlament gewählt.
Auf der ersten Konferenz nach der Europawahl in Estoril wählte die ALDE am 6. Oktober 2024 ihre Führung neu. Als Nachfolgerin des irisch-bulgarischen Duos Timmy Dooley und Ilhan Kyuchyuk wurde Hahn mit 97 % Zustimmung gewählt. Sie ist erst die zweite Deutsche in diesem Amt.
2025 wählte sie der Bundesparteitag zur stellvertretenden Bundesvorsitzenden der FDP.

## Politische Positionen

### Digitalisierung
Auf einer Podiumsdiskussion zur Europawahl 2019 kritisierte Hahn die Urheberrechtsreform der Europäischen Union scharf mit der Bemerkung, die EU habe sich „selber ins Bein geschossen“. Im März 2019 sagte sie in Hamburg auf einer Demonstration gegen die geplante EU-Urheberrechtsreform:

„Die geplante Urheberrechtsreform gefährdet das Internet, wie wir es kennen. Upload-Filter sind die technische Konsequenz aus Artikel 17, der bisher Artikel 13 hieß. Diese Filter sind Gift für die Meinungsfreiheit! Es besteht die akute Gefahr, dass die Filter auch legale Inhalte blockieren. Das käme Zensur gleich. Damit würde die Urheberrechtsreform die Idee des Internets zerstören. … Ich freue mich sehr, dass heute europaweit so viele Menschen für die Freiheit im Internet auf die Straße gegangen sind. Viele Demonstrationsteilnehmer sind junge Menschen. Dass sie ihre Freizeit nutzen, um für dieses Thema einzustehen, zeigt die Bedeutung für unsere Generation in allen EU-Staaten. Das EU-Parlament sollte die vielen Bürgerinnen und Bürger ernstnehmen, die europaweit auf die Straße gehen. Das Parlament darf die umstrittene Reform angesichts der Proteste nicht einfach durchwinken. Nach den Europawahlen im Mai können wir eine neue und bessere Initiative starten, die nicht die Idee des Internets zerstört.“

Bezüglich der geplanten EU-Gesetzgebung zu künstlicher Intelligenz kritisiert Hahn den Plan der Europäischen Kommission, die Verwendung von automatisierter Gesichtserkennung unter gewissen Voraussetzungen im öffentlichen Raum zu erlauben.

### Europäische Wirtschaftspolitik
Während die FDP sich bei der Europawahl „zur Verantwortung der Mitgliedstaaten für ihre eigenen Haushalte“ bekennt, sagte Hahn: „Eine Positionierung bei künftiger Euro-Rettungspolitik hängt immer vom konkreten Einzelfall ab.“

### Binnenmarkt
Seit ihrem Einzug ins Europäische Parlament hat sich Svenja Hahn für einen starken Europäischen Binnenmarkt, den sie als „Herzstück der EU“ bezeichnet, eingesetzt. Im zuständigen Binnenmarkts-Ausschuss arbeitete sie an Gesetzen zur Standardisierung von Normen und Maschinenprodukten, wobei sie sich für weniger Bürokratie eingesetzt hat.

### Freihandel
Svenja Hahn fordert „mehr Handel mit mehr Partnern“. Das Freihandelsabkommen mit Neuseeland bezeichnete sie als „Leuchtfeuer der Allianz der Demokratien“.

## Mitgliedschaften
Svenja Hahn ist Mitglied der überparteilichen Europa-Union Deutschland, die sich für ein föderales Europa und den europäischen Einigungsprozess einsetzt.